# Ri Pyŏng Sam
Ri Pyŏng Sam, również Ri Pyeong Sam (kor. 리병삼, ur. ?) – północnokoreański polityk, generał pułkownik (kor. 상장) Koreańskiej Armii Ludowej. Ze względu na przynależność do najważniejszych gremiów politycznych Korei Północnej, uznawany za członka elity władzy KRLD.

## Kariera
W kwietniu 1992 roku Ri Pyŏng Sam otrzymał stopień wojskowy generała porucznika (kor. 중장), na generała pułkownika (kor. 상장) awansował w kwietniu 1999 roku. Deputowany Najwyższego Zgromadzenia Ludowego KRLD, parlamentu KRLD, w X i XI kadencji (tj. od września 1998 do marca 2009 roku).
Obecnie szef Wydziału Politycznego w Ministerstwie Bezpieczeństwa Publicznego (od września 2009, poprzednik: Ji Yŏng Ch'un) oraz w Wojskowej Służbie Wewnętrznej KRLD (od kwietnia 2010). Tym samym jest odpowiedzialny za polityczne przygotowanie funkcjonariuszy i żołnierzy podległych mu instytucji, a także za sprawy kadrowe w tych instytucjach.
Podczas 3. Konferencji Partii Pracy Korei 28 września 2010 roku został członkiem Komitetu Centralnego Partii Pracy Korei. W ramach postanowień następnej, 4. Konferencji PPK został zastępcą członka Biura Politycznego KC.
Po śmierci Kim Dzong Ila w grudniu 2011 roku, Ri Pyŏng Sam znalazł się na 83. miejscu w 233-osobowym Komitecie Żałobnym. Świadczyło to o przynależności Ri Pyŏng Sama do grona kierownictwa politycznego Koreańskiej Republiki Ludowo-Demokratycznej. Według specjalistów, miejsca na listach tego typu określały rangę polityka w hierarchii aparatu władzy.